# Autorretrato no estúdio
Autorretrato no Estúdio (em italiano: Autoritratto nello studio) é o título de uma pintura em cobre da artista maneirista italiana Lavinia Fontana, assinada e datada de 1579. Ela está exposta na Galeria Uffizi, em Florença.

## Descrição e Análise
A génese deste pequeno autorretrato em forma de tondo, assinado e datado, foi reconstruída por Romeo Galli.
A pintura foi encomendada pelo historiador e filólogo dominicano Alfonso Chacón, que a escreveu em 17 de outubro de 1578, pedindo um pequeno autorretrato, "um pequeno retrato dela mesma", para acompanhar o de Sofonisba Anguissola. O autorretrato deveria ser incluído em sua coleção iconográfica de personalidades e Chacón tinha em mente não apenas colocá-lo ao lado do de Anguissola, mas também utilizá-lo para obter gravuras em cobre "para poder imprimi-lo entre 500 homens e mulheres ilustres que será esculpida em cobre”. Ele também garantiu à pintora bolonhesa que, como recompensa, faria tudo o que ela quisesse.